# Cante de' Gabrielli da Gubbio
Cante de' Gabrielli da Gubbio (Gubbio, 1260 - Gubbio, 1335) est un noble italien.

## Biographie
Cante naît à Gubbio dans une famille féodale célèbre pour sa fidélité à l'Église et au parti guelfe. Il est seigneur de Gubbio, Cantiano, Pergola et autres châteaux en Ombrie, et sert comme Podestat dans nombreuses villes italiennes (Florence, Pistoia, Sienne, Lucques, Orvieto). Il est parmi les principaux représentants de la faction guelfe noire.
En 1317 il est nommé par le pape Jean XXII commandant en chef de la Ligue guelfe, et à la tête de l'armée de l'Église il vainc les Gibelins à Assise et Urbino, rétablissant ainsi la suprématie pontificale en Italie centrale.
La célébrité de Cante est principalement due au fait d'avoir condamné Dante Alighieri, le célèbre poète, pour vénalité, et l'avoir exilé hors de Florence, le 10 mars 1302, pendant son deuxième terme comme Podestat de la ville. Il est ainsi connu comme l'Esiliatore di Dante.
Dante Alighieri est censé s'être vengé sur Cante en donnant le nom allusif de Rubicante au furieux diable rencontré dans la Bolgia des Venaux (chants XXI et XXII de la Divine Comédie).
Giosuè Carducci, le poète et prix Nobel de littérature en 1906, consacre également un sonnet à Cante Gabrielli, en lui attribuant le mérite d'avoir inspiré l'œuvre du père de la littérature italienne.
Dans le domaine des arts visuels, Frederic Leighton s'inspira de la vie de Cante de' Gabrielli da Gubbio lorsqu'il a peint son Condottiere (1871–1872), aujourd'hui au Birmingham Museum and Art Gallery.
Vers la fin du Duecento, Cante fit ériger à Gubbio le Palais du Capitaine du Peuple, également connu sous le nom de Palazzo di Cante Gabrielli.